# Kozlinac
Kozlinac (lat. Astragalus), veliki rod mahunarki s oko 3000 vrsta trajnica, polugrmova i grmova.
Rod pripada poznatoj biljnoj porodici Fabaceae i plemenu Galegeae, koja ima visoku ljekovitu i gospodarsku vrijednost. Rod Astragalus najveći je rod vaskularnih biljaka s približno 2900 vrsta, koji ima dva glavna centra rasprostranjenja u svijetu, Ameriku (Novi svijet) i Euroaziju (Stari svijet). Većina vrsta nalazi se u Starom svijetu (oko 2400 spp.), dok je ca. 500 vrsta ograničeno na Novi svijet (Chaudhary et al., 2008, Zarre i Azani, 2013). S biogeografske točke gledišta, Astragalus je karakterističan irano-turanski element i mnoge njegove vrste pokazuju uzak geografski raspon (uski endemi), što ih čini posebno osjetljivim na izumiranje (Jalili i Jamzad, 1999; Memariani et al., 2016.). Iran je poznat po velikoj raznolikosti astragalusa koji obuhvaća 850 vrsta, od kojih su 527 vrsta endemi (Maassoumi, 1998; Maassoumi, 2005). Morfološki, njeni članovi mogu se općenito karakterizirati prisutnošću tipičnih papilionaceous cvjetova. Vrste astragalusa razlikuju se od kratkoživućih jednogodišnjih biljaka (oko 80 vrsta) do višegodišnjih rizomatoznih ili hemikriptofitnih biljaka (oko 2500 vrsta) i bodljastih grmova koji oblikuju jastuk (oko 300 vrsta). Većina članova roda općenito je povezana s polusušnim i sušnim staništima diljem svijeta, međutim, nekoliko vrsta odabire vlažna staništa (npr. A. glycyphyllos L.) ili su poznate kao korovi. Zbog velike veličine roda, fascinirao je različite istraživače, ali ostaje još mnogo posla. Postoji mnogo zabune u pogledu taksonomije i filogenije Astragalusa. Nekoliko je autora pokušalo dodatno podijeliti Astragalus kako bi postigli prirodnu subgeneričku klasifikaciju pomoću morfoloških obilježja. Među njima, Bungeova klasifikacija roda (osam podrodova i 105 odjeljaka) bila je uvelike korištena do nedavno (Zarre i Azani, 2013; Maassoumi, 1998; Maassoumi, 2005). Budući da je to najveći rod vaskularnih biljaka, njegov opseg ostat će nejasan sve dok se većina poznatih morfoloških loza ne ispita za odgovarajući broj plastidnih i nuklearnih markera (Zarre i Azani, 2013).
U Hrvatskoj ima dvadesetak vrsta, od kojih je hladnoljubi kozlinac (A. monspessulanus subsp. monspessulanus; sin. A. glacialis), podvrsta vrste Astragalus monspessulanus.
Vrsta Biserrula pelecinus L., hrvatski nazivana sjekirasta dvopilka, možda je sinonim za Astragalus pelecinus (L.) Barneby.

## Vrste
Vidi: Popis vrsta roda Astragalus.